# Coremia signaticollis
Coremia signaticollis là một loài bọ cánh cứng trong họ Cerambycidae.